# Länsväg 162
Länsväg 162 går mellan E6 (Gläborgsmotet norr om Munkedals centrum) och Lysekil i Bohuslän. Längd 30 km. 
Vägen passerar orterna Brastad, Brodalen och Håby. Skyltningen är Lysekil resp Munkedal.

## Anslutningar
Den ansluter till följande vägar:
- E6
- Länsväg 171
- Länsväg 161

## Standard
Normal för länsvägar. Relativt mycket trafik på sommaren.

## Historia
Vägen har haft numret 162 sedan vägnummer infördes på 1940-talet, och går i exakt samma sträckning som då.